# Zingiber smilesianum
Zingiber smilesianum là một loài thực vật có hoa trong họ Gừng. Loài này được William Grant Craib miêu tả khoa học đầu tiên năm 1912.
Năm 1987, Shao Quan Tong (童绍全, Đồng Thiệu Toàn) và Yong Mei Xia (夏永梅, Hạ Vĩnh Mai) miêu tả khoa học loài Z. teres, hiện nay được coi là đồng nghĩa của Z. smilesianum. Tên gọi trong tiếng Trung là 柱根姜 (trụ căn khương).

## Mẫu định danh
Mẫu định danh:
- Zingiber smilesianum: Kerr A.F.G. 1311A; thu thập ngày 4 tháng 9 năm 1910, bìa rừng nhiệt đới thường xanh, cao độ 1.500 m, tọa độ khoảng 18°48′0″B 98°55′0″Đ / 18,8°B 98,91667°Đ, tại khu vực ngày nay là Vườn quốc gia Doi Suthep-Pui, tỉnh Chiang Mai, miền bắc Thái Lan. Mẫu lectotype lưu giữ tại Vườn Thực vật Hoàng gia tại Kew (K), các mẫu isolectotype lưu giữ tại Văn phòng Bảo hộ Các chủng Thực vật ở Băng Cốc (BK), Bảo tàng Lịch sử Tự nhiên ở London (BM) và Vườn Thực vật Hoàng gia tại Edinburgh (E).
- Zingiber teres: Tong S.Q. & Xia Y.M. 42403; thu thập ngày 9 tháng 10 năm 1986 trong rừng miền núi ẩm ướt, ở cao độ 1.170 m, tọa độ khoảng 24°36′0″B 98°48′0″Đ / 24,6°B 98,8°Đ, huyện Mạnh Liên, địa cấp thị Phổ Nhĩ, tỉnh Vân Nam, tây nam Trung Quốc. Mẫu holotype lưu giữ tại Viện Thực vật Nhiệt đới Vân Nam (YNTBI), tức Viện Thực vật Côn Minh (KUN).[2]

## Phân bố
Loài này có tại Lào, Thái Lan và tây nam Trung Quốc. Môi trường sống là rừng thường xanh, ở cao độ 1.200-1.900 m.

## Phân loại
Với các cụm hoa mọc từ thân rễ, bao gồm cành hoa bông thóc xuất hiện từ mặt đất với cuống cụm hoa phủ phục và ngắn, Z. smilesianum thuộc về tổ Cryptanthium.

## Mô tả
Thân rễ hình trụ, phân nhánh, thơm. Cây thảo cao 20-40-100 cm, đường kính 6-10 mm. Phiến lá thẳng-hình mác hoặc hình mác, 9-25 × 1,5-4 cm, đỉnh nhọn thon dài tới nhọn hay hình đuôi, đáy hình nêm thon nhỏ dần thành cuống dài 2-5 mm, mặt trên nhẵn nhụi, mặt dưới hơi thưa lông tơ dọc theo gân giữa. Lưỡi bẹ thuôn dài, 2-4 mm, có lông tơ, 2 thùy, các thùy thuôn tròn tại đỉnh. Bẹ phía dưới 4-5, như các bẹ phía trên từ nhẵn nhụi tới hơi thưa lông tơ, màu xanh lục. Cụm hoa mọc từ thân rễ. Cành hoa bông thóc hình thoi hoặc hình trứng tới hình elip hẹp, 3-5 cm × 2-3 cm, cuống cụm hoa ngắn, thanh mảnh, một phần chìm trong lòng đất, phần mập hơn gần nằm ngang dài tới 7 cm chống đỡ cho phần nhô thẳng lên dài tới 5 cm, mỏng mảnh hơn và thưa vảy, vảy nhẵn nhụi. Lá bắc thuôn dài hoặc hình mác rộng tới hình elip, các lá bắc ngoài 2,5-4 × 1-2 cm, lưng từ nhẵn nhụi tới hơi thưa lông, màu trắng với đỉnh nhọn tới nhọn thon có lông tơ màu đỏ. Lá bắc con 2,5-3,5 × 0,3 cm, màu đỏ với đáy trắng, hình ống, chẻ một bên tới đáy. Đài hoa dài 1,3-1,6 cm, đường kính 5 mm, sát đáy có lông tơ áp ép màu nâu hung đỏ, đỉnh 3 răng khó thấy. Ống tràng màu vàng, dài 3-5 cm, nhẵn nhụi; các thùy tràng hình mác hoặc hình mác rộng, rất nhọn, màu vàng, nhẵn nhụi; thùy tràng lưng 2,6-3 × 0,6-1 cm; các thùy tràng bên hình mác hẹp, 2-2,2 × 0,5-0,7 cm. Cánh môi màu vàng tại đáy, các thùy màu tía với sọc vàng; thùy giữa hình elip (đỉnh rộng đầu?) tới hình trứng ngược nhọn thon, 1,8-2 × ~1,2 cm, đỉnh nhọn thon. Các thùy của nhị lép thuôn dài tới 1 cm, rộng 1,5 mm, tạo thành các thùy bên của cánh môi, hình tai. Nhị dài ~2,1 cm, nhẵn nhụi, không chỉ nhị. Bao phấn không cuống, dài 1,1-1,2 cm, phần phụ liên kết gần dài bằng, ~1 cm, màu vàng ở phần gần và màu đỏ tía ở phần xa. Bầu nhụy nhạt màu, cao 3,5 mm, rậm lông áp ép màu từ trắng tới nâu hung đỏ. Vòi nhụy nhẵn nhụi. Đầu nhụy có lông rung. Tuyến trên bầu thẳng, dài ~4 mm, nhạt màu. Quả nang (chưa thuần thục) màu trắng với đỉnh màu tía hay trắng, thuôn dài, ~5 × 1,8 cm, 3 góc. Hạt gần hình trứng ngược, ~5 mm, màu trắng, có áo hạt bao quanh. Áo hạt màu trắng, dạng màng. Ra hoa tháng 9-10, nở vào buổi chiều.
Gần giống với Z. rubens nhưng kích thước tổng thể nhỏ hơn, lá hẹp hơn.

## Sử dụng
Tại Lào, chồi non và cụm hoa non được sử dụng làm rau. Các cụm hoa non cũng được sử dụng cùng các loại rau khác để nấu với thịt lợn hay với cá.